# Оперативная эскадра
Оперативная эскадра (сокращённо — ОПЭСК) — оперативное (оперативно-тактическое) объединение в некоторых военно-морских флотах (военно-морских силах) вооружённых сил (ВС), целью которого является выполнение оперативных (оперативно-тактических) задач в отдалённых районах океанского  театра войны (театра военных действий) путём проведения самостоятельных и совместных операций сил и войск ВС.
Оперативные соединения флотов ВС государства образуются из кораблей различных классов (линейных кораблей, крейсеров, миноносцев, подводных лодок, авианосцев и так далее), при этом состав оперативного соединения определяется теми оперативными задачами, которые на него возлагаются командованием ВС государства.
Оперативные эскадры организационно могут быть самостоятельными или входить в состав сил флота.
Оперативные эскадры создаются как в мирное, так и военное время; в их состав могут входить несколько соединений меньшего вида или воинских частей: дивизий или бригад и отдельных дивизионов надводных кораблей различных классов, количественный состав которых определяется по обстановке и в зависимости от решаемых задач и характера океанского (морского) театра войны (театра военных действий). Оперативным эскадрам могут придаваться подводные лодки, а также выделяться поддерживающие части военно-воздушных сил флота.

## Оперативные эскадрыВМФ ВС СССР
В 1967 — 1971 годах в Военно-Морском Флоте ВС Союза ССР были сформированы оперативные эскадры со следующими зонами ответственности:
- 5-я оперативная эскадра — Средиземное море;
- 7-я оперативная эскадра — Атлантический океан;
- 8-я оперативная эскадра — Индийский океан и Персидский залив;
- 10-я оперативная эскадра — Тихий океан;
- 17-я оперативная эскадра — Камрань[2][3].

К 2005 году в связи с реформированием ВС России все они были расформированы.
В 2013 году было создано Постоянное оперативное соединение ВМФ РФ в Средиземном море.